# Adalbert von Goerne
Adalbert Richard von Goerne (* 11. September 1903 in Berlin; † 20. November 1949 ebenda) war ein deutscher Autor.

## Leben
Adalbert von Goerne entstammte der Adelsfamilie von Goerne und ging auf die Stein-Hardenberg-Oberrealschule in Berlin-Spandau.
Durch den Ausgang des Ersten Weltkriegs nahm er von einer Seeoffizierslaufbahn abstand und widmete sich anfangs der Luftfahrt. Nachdem er eine pressetechnische Ausbildung erhalten hatte, wurde er Schriftleiter unterschiedlicher Luftfahrt-Zeitschriften. Er fing auch an Leitartikel in Tageszeitungen zu schreiben und wurde Hauptschriftleiter. Später spezialisierte er sich auf das Thema Marine und absolvierte ein mehrjähriges Spezialstudium zu den internationalen Seestreitkräften. In der Folge begann er auf dem Gebiet der Marine zu veröffentlichen.
Er war u. a. um 1938 Schriftleiter der Wehrfront, dann Presseleiter des Reichsbundes Deutscher Seegeltung und wird 1941 als Schriftleiter angegeben.
Von Goerne starb 1949 im Alter von 46 Jahren an Dickdarmkrebs. Er lebte zuletzt in Berlin-Spandau. Am 6. März 1934 hatte er Karla Traute Inge Meyer (* 1908) in Berlin geheiratet.

## Werke (Auswahl)
- Die Kriegsflotten der Welt und ihre Kampfkraft. E.S. Mittler & Sohn, Berlin, 1935.
- Portugals Seestreitkräfte. In: Wehrfront, Jahrgang 5, 9, 1938, S. 233+234.
- Die sowjetrussische Rüstung zur See. In: Wehrfront, Jahrgang 5, 14, 1938, S. 371–373.
- Die Entwicklung der Schlachtschiffformen von der Jahrhundertwende bis heute. In: Marine-Rundschau, Jahrgang 1939, Heft 1, S. 4–20.
- Englands Flotte, Werften, Stützpunkte, Verteilungsplan, Waffen, Schiffe, Marineluftstreitkräfte. G. Stalling, Oldenburg, 1940.
- Von der Aufgabe und Tätigkeit des Reichsbundes Deutscher Seegeltung. In: Nationalsozialistische Monatshefte zentrale politische und kulturelle Zeitschrift der NSDAP, Band 11, Ausgabe 1, 1940, S. 171–173.
- Die deutsche Kriegsflotte: Entwicklung und Gegenwart. E.S. Mittler & Sohn, Berlin, 1940.
- Kampf auf den Meeren. Steiniger-Verlag, Berlin, 1942.